# بوب دونز
بوب دونز (بالإنجليزية: Bob Downs) هو دراج بريطاني، ولد في 24 يوليو 1955 في Basildon ‏ في المملكة المتحدة.

## وصلات خارجية
- بوب دونز على موقع أرشيف الدراجات (الإنجليزية)
- بوب دونز على موقع إحصائيات الدراجات الإحترافية (الإنجليزية)
- بوب دونز على موقع CycleBase (الإنجليزية)
- بوب دونز على موقع اللجنة الأولمبية الدولية (الإنجليزية)
- بوب دونز على موقع أوليمبيديا (الإنجليزية)